# 埃米尼奥·梅嫩德斯
埃米尼奥·梅嫩德斯·罗德里格斯（西班牙語：Herminio Menéndez Rodríguez，1953年12月20日—），西班牙男子皮划艇运动员。他曾代表西班牙参加1972年、1976年、1980年和1984年夏季奥林匹克运动会皮划艇比赛，获得二枚银牌和一枚铜牌。